# Frontière entre le Burkina Faso et le Ghana

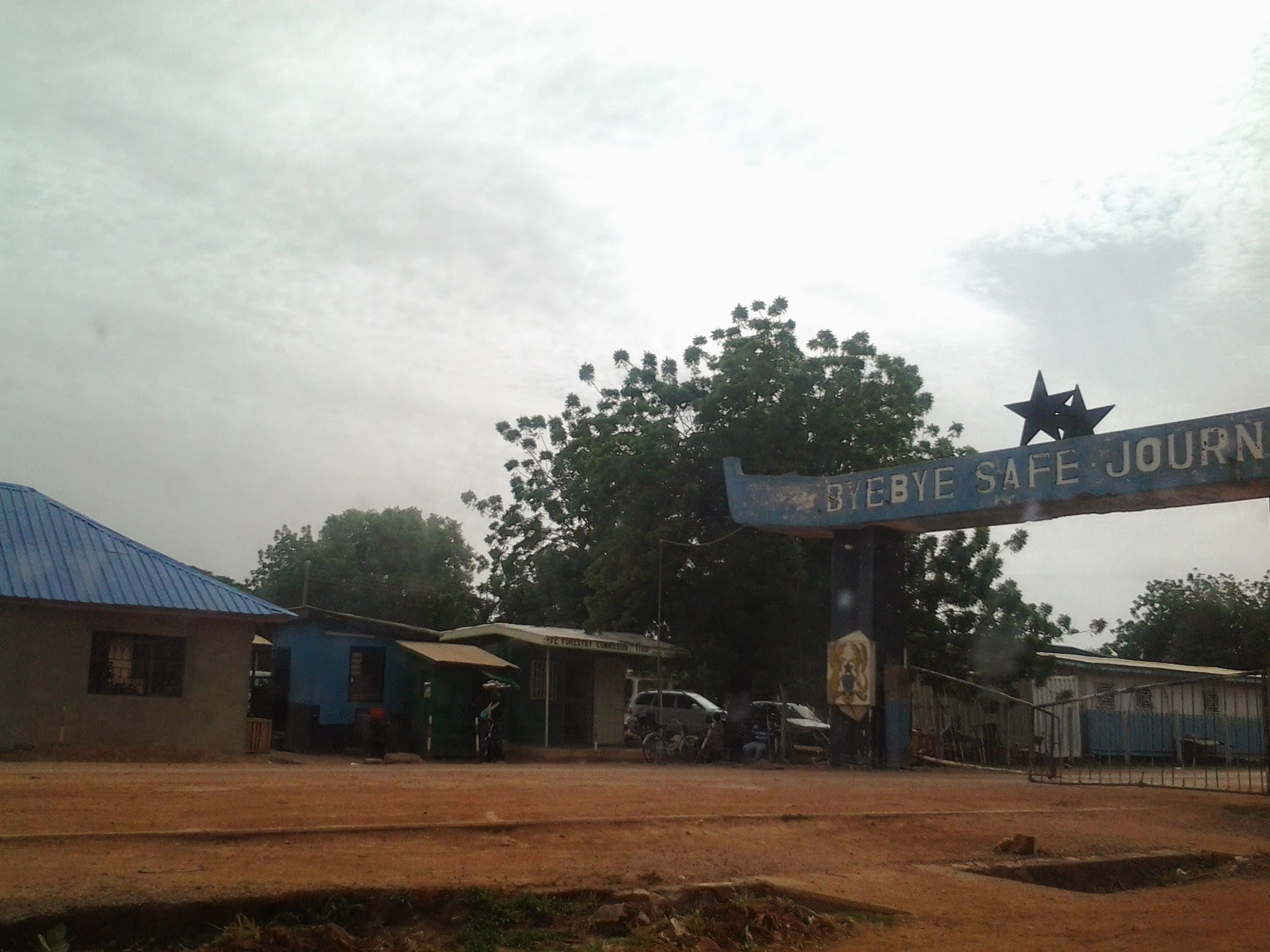
C'est la porte d'entrée au Burkina Faso.

La frontière terrestre entre le Burkina Faso et le Ghana est une frontière terrestre internationale continue longue de 549 kilomètres, qui sépare le territoire du Burkina Faso et celui du Ghana, en Afrique de l'Ouest.

## Principaux points de passage
Les principales routes nationales burkinabè amenant à la frontière ghanéenne sont la RN 5 (devenant la RN 10 au Ghana) à Dakola, la RN 6 (devenant RN 16 au Ghana) à Lan, la RN 16 (devenant la RN 2 au Ghana) à Mogandé, la RN 20 (devenant la RN 12 au Ghana) à Hamélé et la RN 29 (devenant la RN 11) à Youga.